# Биккер, Якоб
Якоб Биккер (нидерл. Jacob Bicker; 1588, Амстердам, графство Голландия — 1648, Амстердам, графство Голландия) — регент Амстердама, торговец со странами Балтики, между 1643 и 1647 годами был поместным владельцем Энгеленбурга. Был одним из самых богатых людей Золотого века Нидерландо, состояние которого в 1631 году оценивалось в 220 000 гульденов.
Биккер был членом амстердамской регентской династии Биккеров, которая занималась торговлей пушниной с Россией, приносившей им большой доход. Биккеры также поставляли в Испанию серебряную посуду. Он принадлежал к так называемой Лиге Биккеров, которая была в оппозиции к штатгальтеру Фредерику Генриху Оранскому.
Биккер был сыном Геррита Биккера и Алейд Буленс. Он женился на Кристине де Графф (1609—1679), дочери Якоба Диркса де Граффа и Алтье Буленс Лун. Биккер был одним из шеффенов Амстердама. В 1643 году он унаследовал от своего двоюродного дяди Питера Диркса де Граффа замок и поместье Энгеленбург возле Хервейнена. В 1647 году замок перешёл по наследству к его брату Андрису Биккеру.
Биккер был человеком своего времени. За исключением Гравеланда и Гойлуста он владел в районе между Барном, Сустом, Билтховеном и Холландсе Радингом загородными домами: De Eult, Pijnenburg и замком Hooge Vuursche.